# 悲しみの聖母 (ドルチ)
『悲しみの聖母』(かなしみのせいぼ、伊: Mater dolorosa、英: Our Lady of Sorrows）は、17世紀イタリア・バロック期の画家カルロ・ドルチがキャンバス上に油彩で制作した絵画である。画家が39歳であった1655年ごろに描かれた。おそらくローマのコロンナ家のコレクションに由来し、イギリスの何人かの所有者を経た後、1999年に東京の国立西洋美術館に購入された。以来、同美術館に所蔵されている。なお、この絵画には多くのヴァリアントや複製が存在している。

## 作品
ドルチは生地フィレンツェでその生涯のほとんどを過ごしたが、その作品は17世紀ヨーロッパ各地で名声を得た。彼は子供のころから敬虔なキリスト教徒であり、生涯聖ベネディクトゥス信者会に属し、その信仰心が彼の芸術の原動力となっていた。ドルチの友人で伝記作者のフィリッポ・バルディヌッチは、絵を見る者が自分と同様に敬虔な信仰心を抱くよう、宗教的な主題しか描かないことをドルチが誓ったと伝えている。
ドルチは1650年ごろから大型の作品に加え、半身像の聖人像を描くようになったが、本作は質的にきわめて優れた作品である。暗い背景にラピスラズリを使った青色のマントを羽織った聖母マリアが美しくも悲痛な表情で表されている。両手を合わせたそのポーズはヴェネツィア派の巨匠ティツィアーノの聖母像に原型を認めることができるものの、それ以上にティツィアーノの作品にもとづいて16-17世紀にスペインで人気を博した聖母像の形式を踏まえたものと考えられる。長い間、本作のモデルはドルチが1654年に結婚したテレーザ・ブケレッリと考えれていたが、ドルチ自筆のテレーザの肖像デッサンと比較して、その見解に対する疑問も提示されている。
本作については、模写と考えられる作品1点に加え、若干異なるヴァリアントが数多く知られている。

## ギャラリー

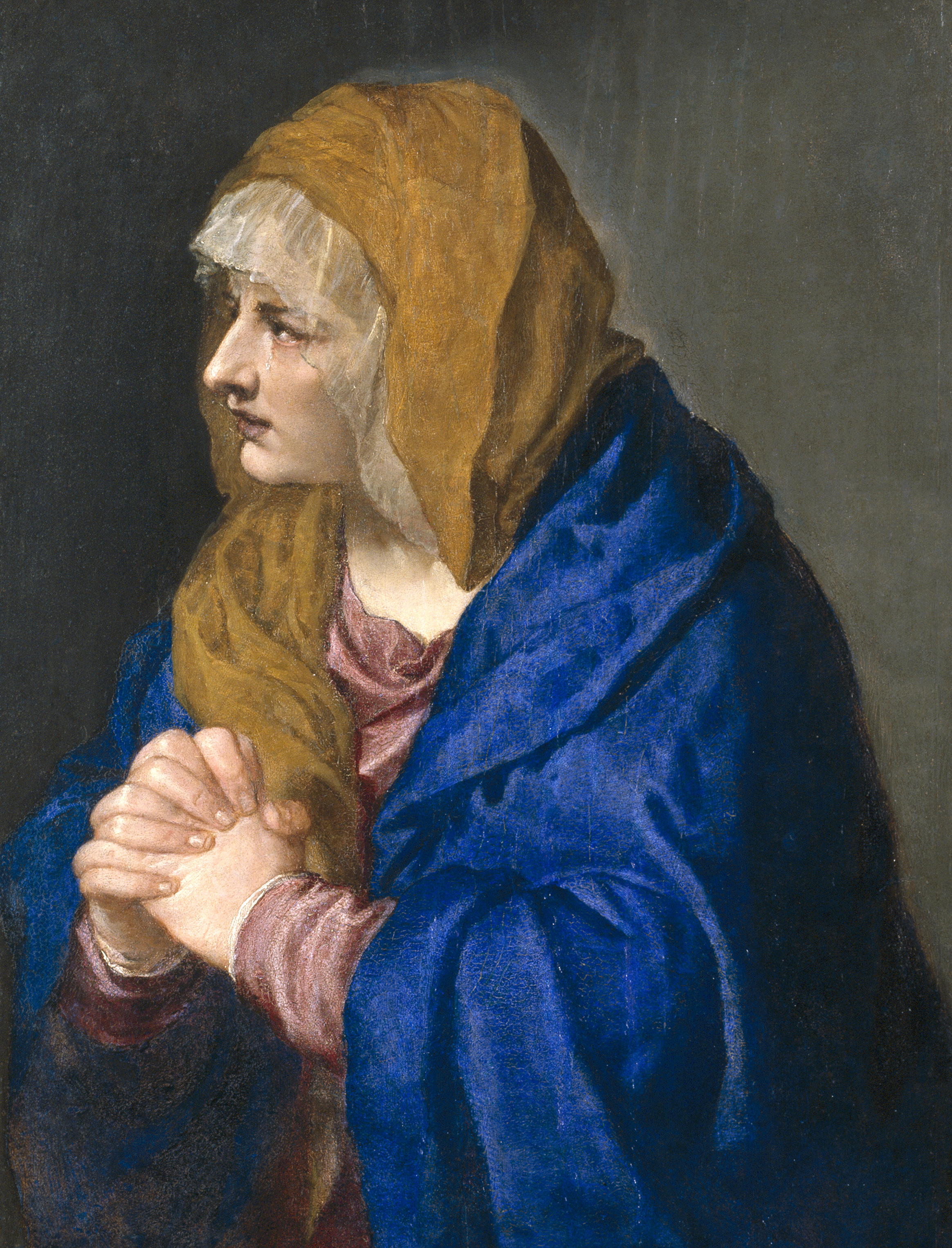
ティツィアーノ『悲しみの聖母』 (1554年)、プラド美術館、マドリード
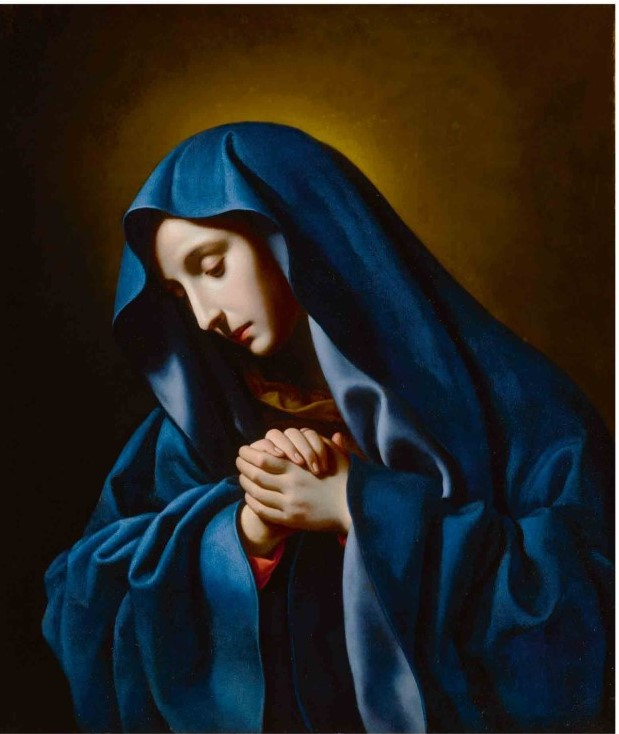
カルロ・ドルチ『悲しみの聖母』、 個人蔵
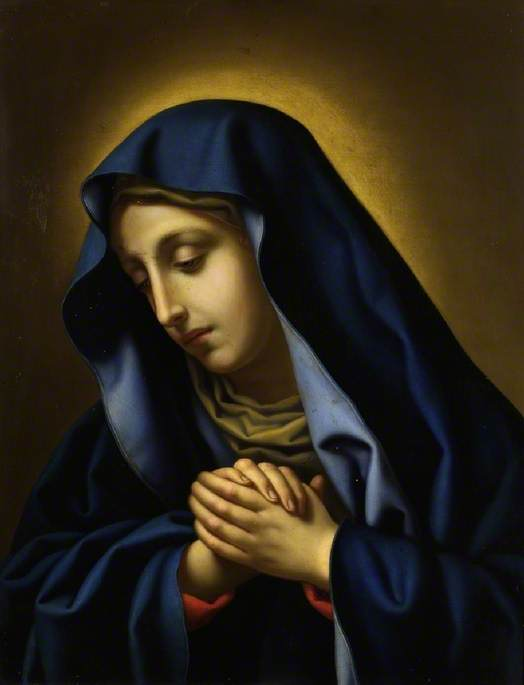
カルロ・ドルチ『悲しみの聖母』、フィッツウィリアム美術館、ケンブリッジ